# 코라손 인도마블레
《코라손 인도마블레》(스페인어: Corazón indomable)는 2013년 방영된 멕시코의 텔레노벨라이다. 지난 1994년 텔레노벨라 《마리마르》을 원작으로 한 작품이다.

## 캐스트
- 아나 브렌다 콘트레라스 - 마리크루즈 올리바레스 / 마리아 알레한드라 멘도사 올리바레스
- 다니엘 아레나스 - 옥타비오 나르바에스
- 엘리자베스 알바레즈 - 루시아 브라보 데 나르바에스
- 세사르 에보라 - 알레한드로 멘도사 카사비에하
- 레네 스트리크레르 - 미겔 나르바에스
- 이그나시오 로페스 타르소 - 라미로 올리바레스
- 세르히오 고이리 - 알바로 시푸엔테스
- 잉그리드 마츠 - 도리스 몬테네그로